# Thomas Koelewijn
Thomas Koelewijn est un joueur néerlandais de volley-ball né le 18 décembre 1988 à La Haye. Il joue au poste de central.

## Palmarès

### Clubs
Championnat de Belgique:
- 2014
- 2012

Coupe de Belgique:
- 2014

Championnat de France:
- 2017

### Équipe nationale
Ligue Européenne:
- 2012